# Colloquy
Colloquy — программа IRC-клиент для операционной системы Mac OS X и iOS.

## О программе
- Выпускается с 2003 года.

### Версии
- 2.4 (5436) — 27.03.2012
- 2.4.2 (5815) — 20.05.2013
- 2.4.3 (6011) — текущая версия программы